# Mariivka, Zaporijjea
Mariivka (în ucraineană Мар`ївка) este localitatea de reședință a comunei Mariivka din raionul Zaporijjea, regiunea Zaporijjea, Ucraina.

## Demografie
Componența lingvistică a localității Mariivka
     Ucraineană (85,24%)
     Rusă (13,59%)
     Alte limbi (0,51%)
Conform recensământului din 2001, majoritatea populației localității Mariivka era vorbitoare de ucraineană (85,24%), existând în minoritate și vorbitori de rusă (13,59%).